# Cindy Crawford
Cynthia Ann "Cindy" Crawford (20.2.1966) là người mẫu Hoa Kỳ, nổi tiếng với đặc điểm nốt ruồi ngay phía trên môi trên. Trong suốt sự nghiệp của mình, hình của Crawford đã xuất hiện trên trang bìa của hàng trăm tạp chí. Cô là người thứ 3 trong danh sách 40 Hottest Hotties of the 90s của VH1. Thành công trong việc làm người mẫu của cô khiến cô thành một người nổi tiếng, được mời diễn xuất trên truyền hình, phim điện ảnh và làm phát ngôn viên.

## Thời niên thiếu
Crawford sinh ngày 20.2.1966 tại DeKalb, Illinois, là con gái của Jennifer Sue Crawford-Moluf (nhũ danh Walker) và John Crawford. Cô được một nhiếp ảnh gia của một tờ báo phát hiện vào lúc tuổi 16. Ông đã chú ý tới Cindy khi cô làm việc hái bỏ tua phấn hoa trên đầu bắp ngô trong mùa hè, và đã chụp hình cô. Tấm hình và tin tức phản hồi mà cô nhận được đã đủ sức thuyết phục cô làm nghề người mẫu. Cô được tham gia cuộc thi "Look of the Year" của hãng Elite Model Management ở tuổi 17 và đứng hạng nhì. Hãng này sau đó đã bắt đầu đại diện cho cô.
Crawford tốt nghiệp trung học ở trường DeKalb High School năm 1984 với danh hiệu thủ khoa (valedictorian, thường là đại biểu học sinh đọc diễn văn từ biệt trong lễ bế giảng). Cô đoạt được một học bổng để học kỹ thuật hóa học tại Đại học Tây Bắc (ở Evanston, Illinois và Chicago, Illinois), nhưng cô chỉ theo học được một quý (khoảng 12 tuần lễ). Cô bỏ học để theo nghề người mẫu toàn thời gian. Sau khi làm việc cho nhiếp ảnh gia Victor Skrebneski ở Chicago, Cindy di chuyển tới Manhattan năm 1986; ký hợp đồng với "Hãng người mẫu tinh hoa New York".

## Sự nghiệp
Trong các thập niên 1980 và 1990, Cindy Crawford trở thành một trong các siêu mẫu được ưa chuộng nhất, và hiện diện khắp nơi trên các trang bìa tạp chí, trên sàn diễn hẹp (như lối đi) trước cử tọa, cùng các đợt quảng cáo thời trang. Cô thường xuyên xuất hiện nhiều lần trên trang bìa của nhiều tạp chí, trong đó có: Vogue, W, People, Harper's Bazaar, Elle, Cosmopolitan, và Allure. Tổng cộng đã có hơn 400 lần xuất hiện trên trang bìa các tạp chí trong năm 1998 theo báo cáo chưa chính xác. Trong suốt sự nghiệp, Crawford cũng đã xuất hiện trong nhiều đợt quảng cáo thời trang của các hãng như Gianni Versace, Escada, Revlon, Ink. Cô cũng làm việc cho hãng Omega, Maybelline và Clairol.
Chiếc áo dài màu đỏ của hãng Versace mà Crawford mặc trong buổi lễ của Giải Oscar lần thứ 63 năm 1991 đã có một ảnh hưởng lớn trên thời trang, và đã có nhiều mẫu ăn theo được sản xuất. 
Năm 1992, Crawford—thông qua GoodTimes Home Video và công ty Craw Daddy Productions của cô — đã làm một cuốn video tập thể dục với Radu Teodorescu tên là Cindy Crawford: Shape Your Body; mặc dù bị một số người chỉ trích là không an toàn, nhưng nó rất thành công và dẫn tới việc làm tiếp 2 cuốn khác mang lại lợi nhuận như nhau: Cindy Crawford: The Next Challenge năm 1993 (cũng với Radu) và Cindy Crawford: A New Dimension năm 2000 (làm chung với chuyên gia fitness Kathy Kaehler và sản xuất không lâu sau khi Cindy sinh đứa con đầu lòng, nhằm mục đích giúp các bà mẹ mới sinh lấy lại thân hình thon thả). Năm 2001, Cindy cũng lại làm một cuốn video fitness ngắn hơn dành cho trẻ em tên Mini-Muscles with Cindy Crawford and the Fit-wits, một sản phẩm hoạt hình lồng giọng của Cindy, Radu và Kobe Bryant.
Số khai trương của tạp chí George - một tạp chí chính trị chết yểu trong thập niên 1990 – đã đăng hình Crawford mặc trang phục giống như George Washington trên trang bìa. Năm 2005, Hội chủ bút các tạp chí Hoa Kỳ đã xếp tờ bìa tạp chí nói trên vào hạng 22 trong sốc các trang bìa tạp chí đẹp nhất trong vòng 40 năm qua.
Crawford cao 5 feet 9 inches, với tóc và mắt màu nâu. Số đo của cô là 34"-26"-35". Đặc điểm nhận dạng của Crawford là một nốt ruồi phía trên môi trên của cô. Cô liên kết chặt chẽ với nét đặc thù trên thân thể này (=nốt ruồi duyên) đến nỗi khi xuất hiện trong một chiến dịch quảng cáo thương mại cho sô-cô-la, cô đã "liếm" nốt ruồi của riêng mình. Trong thời gian khởi đầu sự nghiệp, nốt ruồi đã được xóa khỏi các hình ảnh người mẫu trước đây của cô, kể cả ở trang bìa tạp chí Vogue đầu tiên của cô. Lúc khởi đầu sự nghiệp, hình dáng của cô giống như người mẫu Gia Carangi đã khiến cô được gọi là "Baby Gia".
Crawford cũng đã xuất hiện trên phim và truyền hình. Từ năm 1989 tới 1995, Crawford làm người dẫn chương trình House of Style của MTV. Trong đầu thập niên 1990, Crawford đóng trong phim quảng cáo của hãng Pepsi và Pepsi Stuff. Năm 1995, Crawford nhảy vào ngành điện ảnh đóng vai nữ chính trong phim Fair Game. Diễn xuất của cô bị chỉ trích nặng nề. Leonard Maltin bình luận: "Trong bước đầu diễn xuất, siêu mẫu Crawford là một người chạy để tập thể dục tốt". Phim này cũng thất bại về tài chính, với phí tổn tới 50 triệu dollar Mỹ, nhưng thu nhập bán vé chỉ được 11 triệu dollar Mỹ. Năm 2001, cô cùng đóng vai chính trong phim The Simian Line. Phim này cũng không thành công và không được hoan nghênh, nhưng diễn xuất của Crawford không bị chỉ trích. Cô đã có nhiềuvai khách nhỏ hơn trên truyền hình cùng nhiều vai phụ, thường là diễn xuất về chính bản thân cô. Chẳng hạn, năm 2000, cô là một trong các người nổi tiếng (cùng với Victoria Silvstedt, Anna Falchi và Megan Gale) đóng vai bản thân mình trong vở kịch truyền hình Ý Bodyguards - Guardie del corpo.
Tháng 7 năm 1988, cô làm người mẫu khỏa thân cho tạp chí Playboy do nhiếp ảnh gia Herb Ritts chụp. Tháng 10 năm 1998, Crawford lại làm người mẫu khỏa thân lần thứ nhì cho tạp chí Playboy, cũng do nhiếp ảnh gia Ritts chụp.
Crawford đã liên tục được xếp hạng cao trong danh sách những người gợi tình nhất thế giới. Cô được xếp hạng thứ 5 trong danh sách 100 ngôi sao quyến rũ nhất thế kỷ 20 của tạp chí "Playboy. Một cuộc thăm dò ý kiến 4.000 người năm 1997 của tạp chí "Shape" đã chọn cô là người phụ nữ đẹp thứ nhì thế giới (sau Demi Moore). Năm 2002, Crawford được tạp chí People chỉ định là một trong 50 người đẹp nhất. Ở tuổi 40, cô đứng thứ 26 trong ấn bản 100 Hot năm 2006 của tạp chí Maxim.
Nhà thiết kế thời trang Michael Kors đã tóm tắt tác động của cô:
| “ | Cindy đã thay đổi nhận thức về "cô gái Mỹ sexy" từ tóc hoe vàng mắt xanh cổ điển tới (cô gái) ngăm đen đầy nhục cảm hơn với đầu óc thông minh, duyên dáng, và dư thừa tính chuyên nghiệp. | ” |

### Sau thời gian làm người mẫu
Crawford thôi làm người mẫu từ năm 2000; tuy nhiên thỉnh thoảng cô cũng xuất hiện trên (và trên trang bìa) của các tạp chí thời trang trong các đợt chụp hình mới. Năm 2005, Crawford đã tạo ra một mặt hàng mỹ phẩm với Tiến sĩ Jean-Louis Sebagh được gọi là "Sắc đẹp đầy ý nghĩa" cho công ty Guthy-Renker. Cô đã thừa nhận là thường dùng một số phương pháp giữ sắc đẹp, trong đó có việc sử dụng Botulinum toxin và tiêm vitamin. Lần đầu cô được phẫu thuật tạo hình khi 29 tuổi.
Năm 2005, Crawford đưa ra một mặt hàng đồ nội thất mới dưới tên "Cindy Crawford Home Collection". Bộ sưu tập này được hãng "HM Richards Inc." sản xuất, và được bán thông qua nhiều công ty bán lẻ trong đó có Art Van Furniture và Rooms To Go. Cô hỗ trợ trong việc tạo ra mặt hàng bằng cách hướng dẫn các nhà thiết kế đưa vào một số tính năng, màu sắc, hoặc kiểu cách phù hợp với nhu cầu của các gia đình hoặc phản ánh sở thích của riêng cô. Cô cũng tạo một mặt hàng nội thất với hãng Raymour & Flanigan và đưa ra các mặt hàng tiêu dùng trong nhà với hãng J. C. Penney vào cuối năm 2009.
Crawford đã trở lại làm người mẫu trong tháng 5 năm 2011, hình in trên trang bìa tạp chí Vogue Mexico số tháng 5 năm 2011.

## Đời tư
Crawford đã kết hôn với nam diễn viên Richard Gere từ năm 1991 tới 1995; họ không có con. Cô nói rằng anh ta là một trong các người nhiều ảnh hưởng tới cuộc sống của cô (sau cha mẹ cô). Ngày 29.5.1998 cô lại kết hôn với Rande Gerber. Họ có hai con: Presley Walker (sinh ngày 2.7.1999) và Kaia Jordan (sinh ngày 3.9.2001).Hiện nay cô cư ngụ ở Malibu, California.

## Hoạt động xã hội và việc từ thiện
Khi Crawford lên 10 tuổi thì người em trai của cô là Jeff mất vì bệnh ung thư bạch cầu. Kể từ khi trở thành một người mẫu, Crawford đã chuyên tâm bệnh ung thư bạch cầu của trẻ em làm tâm điểm cho việc từ thiện của cô, tặng tiền thu được từ các lịch của mình cho việc nghiên cứu y học. Cô cũng là thành viên danh dự của Ban quản trị quỹ Multiple Myeloma Research Foundation.
Năm 2007, cô đã trở thành một người ủng hộ chính thức của Ronald McDonald House Charities và là một thành viên của hội đồng quản trị nổi tiếng của họ, được gọi là "Friends of RMHC". Crawford cũng có tên trong Ủy ban danh dự của California Wildlife Center.

## Các phim, video và truyền hình

### Phim
- Unzipped (1995)
- Catwalk (1995)
- Fair Game (1995)... vai Kate McQueen
- 54 (1998)...vai VIP Patron
- Beautopia (1998)...phim tài liệu phê bình đưa ra cái nhìn vào giới người mẫu
- Bodyguards (2000)...vai bản thân
- The Simian Line (2001)...vai Sandra

### Video
- Cindy Crawford: Shape Your Body Workout (1992)
- Cindy Crawford: The Next Challenge Workout (1993)
- Cindy Crawford: A New Dimension (2000)

### Truyền hình
- MTV's House of Style (1989–1995)...người dẫn chương trình
- Muppets Tonight!: Episode 5 (1996) vai bản thân như một ngôi sao khách đặc biệt
- Frasier: "Halloween" (1997) vai Dorothy (chỉ giọng nói)
- 3rd Rock From The Sun: "36! 24! 36! Dick!" (1998) as Masha, one of the invading Venusians. The episode aired after the Super Bowl.
- Sesame Street: Elmopalooza (1998)
- The Secret World of... Supermodels (1998)
- Sex with Cindy Crawford (1998)...a one hour TV special about sex in the United States hosted by Crawford
- According to Jim: "Cars & Chicks" (2002) as Gretchen Saunders, manager of a car dealership
- Headliners & Legends: Cindy Crawford (2004)
- Sunrise (2007)
- Wizards of Waverly Place: "Fashion Week" (2009) as model Bibi Rockford